# Gołąb pocztowy

Gołąb pocztowy

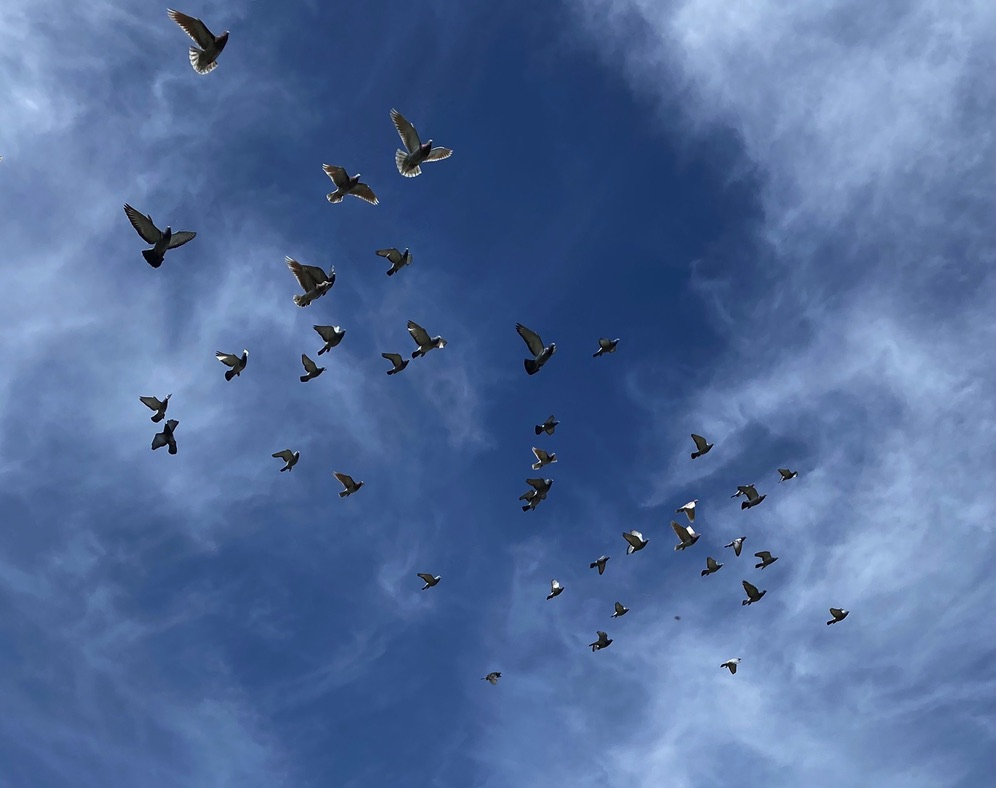
Gołębie pocztowe w locie

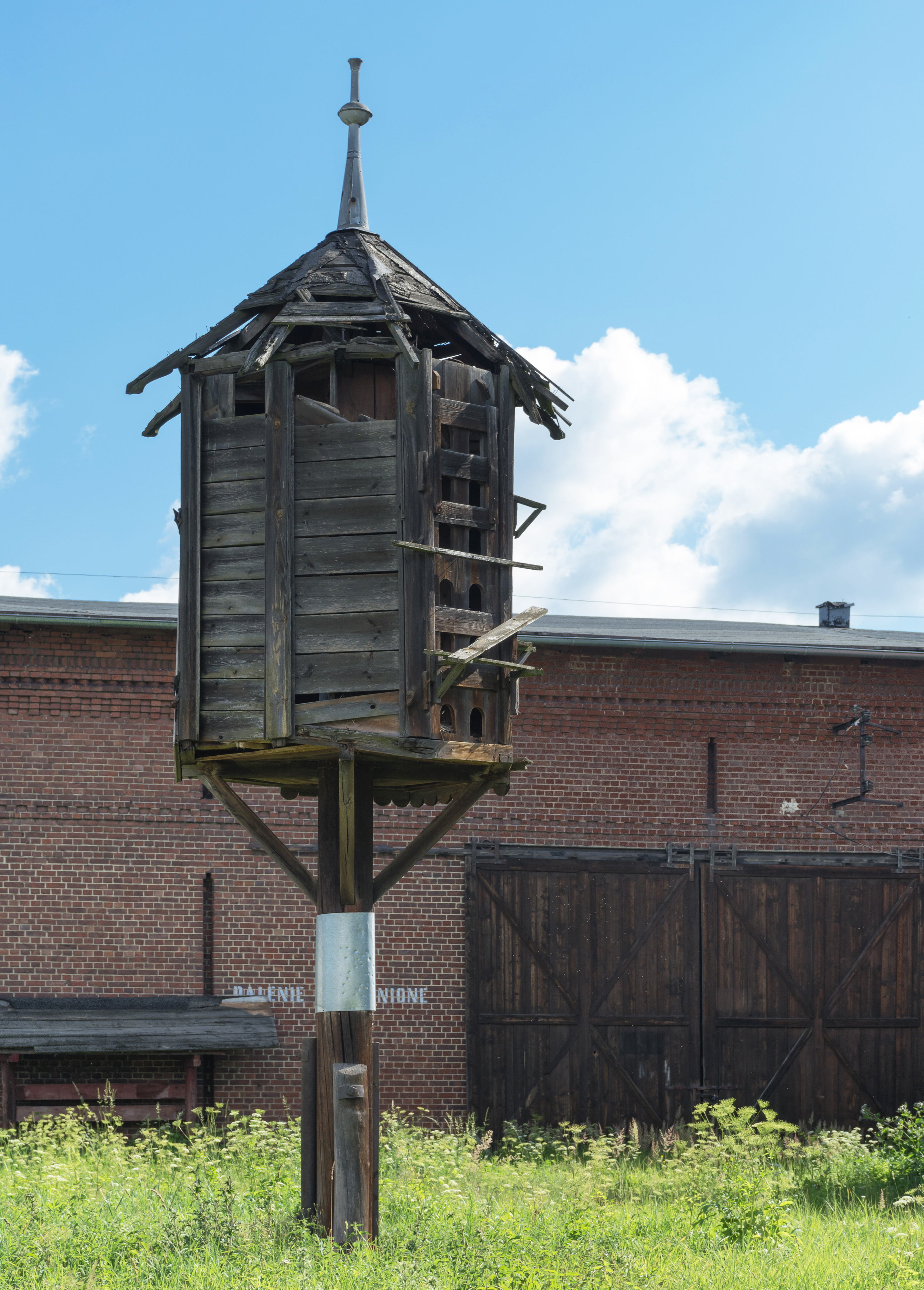
Gołębnik w pałacu w Ławicy

Gołąb pocztowy – jedna z odmian gołębia skalnego, odznaczająca się zdolnością powracania do gołębnika z dużych odległości. 
Praktyczne wykorzystanie gołębi pocztowych do przesyłania wiadomości znane jest ze starożytnej Persji i Egiptu; w Grecji wykorzystywano je jako posłańców przekazujących informacje o zwycięzcach igrzysk olimpijskich. W XII wieku muzułmanie w wojnach z Królestwem Jerozolimskim używali ich do wzywania pomocy. Gołębie te powszechnie wykorzystywano w czasie I wojny światowej (Twierdza Boyen). W czasie II wojny światowej zniszczona została populacja polskiej hodowli gołębi pocztowych, kiedy to Niemcy w 1940 roku na terenie Kraju Warty zarekwirowali wszystkie gołębie. 
Hodowców w Polsce grupuje Polski Związek Hodowców Gołębi Pocztowych. Obecnie gołąb pocztowy hodowany jest głównie dla celów sportowych. Organizowane są zawody z ich udziałem polegające na wypuszczaniu kilkuset do kilku tysięcy ptaków ze wspólnego startu, z odległości dochodzących czasem do 2000 km. Ich średnia prędkość przelotu na umiarkowanym dystansie (około 800 km) to 80 km/h, jednakże prędkości do 94,5 km/h obserwowano w zawodach na krótkie dystanse (160 km).
Bezpośrednim przodkiem gołębia pocztowego jest gołąb skalny, protoplasta również kilkuset innych ras gołębi domowych (garłacze, pawiki, wywrotki i tak dalej). Rasy te ze względu na użytkowość można podzielić na trzy grupy: gołębie sportowe, wystawowe oraz przeznaczone na ubój. Większość ras zalicza się do gołębi wystawowych. Startują one w zawodach, gdzie ocenia się zgodność ich budowy z ustalonym wzorcem, a także stan zdrowia, cechy zewnętrzne: stan upierzenia, barwę oka, żywotność i tym podobne. 
Cechy gołębia pocztowego:
- kolor i wzór upierzenia. Kolory podstawowe to: biały, niebieski, czarny, czerwony, szpakowaty, pstry. Rodzaje wzorów to: gładki (bez pasów), z pasami (nazywany płowym), nakrapiany oraz T-wzór.
- barwa tęczówki. Podstawowe kolory to: perłowy (glass), pomarańczowy (żółty), czarny (bycze oko) występujący u białych gołębi pocztowych oraz różowy u albinosów.
- masa ciała: 300–400 g (samce większe)
- długość życia: 10–12 lat, choć znane są przypadki dożycia 20 lat.
- pokarm: głównie zboża takie jak pszenica, jęczmień, owies, kukurydza, a także: ryż, proso, sorgo, słonecznik łuskany, rzepak, peluszka, groch, wyka, żyto, konopie i tym podobne.

Lęgi gołębi pocztowych w Polsce tradycyjnie rozpoczynają się pod koniec lutego lub na początku marca. Coraz częściej hodowcy praktykują lęgi zimowe, które rozpoczynają się w drugiej połowie grudnia. Samica składa w misce lęgowej dwa jajka, które wysiaduje wraz z samcem przez około 18 dni. Przez pierwsze 5 dni od wyklucia młode karmione są mleczkiem, tak zwaną papką, a potem już tylko ziarnem przynoszonym im w wolu przez rodziców. Po około 21–28 dniach młode ptaki mogą już opuścić gniazdo. Osobniki osiągają dojrzałość płciową po około 8 miesiącach. Liczba lęgów w sezonie jest kontrolowana przez hodowcę. 
Pod koniec października i na początku listopada rozpoczyna się intensywne pierzenie się, czyli doroczna zmiana upierzenia. Wtedy to ptaki są najbardziej narażone na atak ze strony jastrzębi i sokołów. Inni naturalni wrogowie to: koty, kuny, łasice i tchórze.